# Championnat d'Europe de la montagne 1966
 (juillet 2024).
Si vous disposez d'ouvrages ou d'articles de référence ou si vous connaissez des sites web de qualité traitant du thème abordé ici, merci de compléter l'article en donnant les références utiles à sa vérifiabilité et en les liant à la section « Notes et références ».
Navigation
1965 1967
Le Championnat d'Europe de la montagne 1966 est la quatorzième saison du championnat du même nom organisé par la Fédération internationale de l'automobile (FIA). Le titre de champion d'Europe est remporté par le pilote ouest-allemand Gerhard Mitter. 
Une épreuve compte également pour le Championnat du monde des voitures de sport 1966.

## Épreuves de la saison
| N° | Épreuve                  | Date        | Pilote vainqueur    | Châssis                | Champ. | Temps |
| -- | ------------------------ | ----------- | ------------------- | ---------------------- | ------ | ----- |
| 1  | Rossfeld - Berchtesgaden | 12 juin     | Gerhard Mitter      | Porsche 904 Bergspyder |        |       |
| 2  | Mont Ventoux (Avignon)   | 26 juin     | Gerhard Mitter      | Porsche 904 Bergspyder |        |       |
| 3  | Trento - Bondone         | 10 juillet  | Gerhard Mitter      | Porsche 904 Bergspyder |        |       |
| 4  | Cesana - Sestrières      | 24 juillet  | Ludovico Scarfiotti | Ferrari Dino 206P      |        |       |
| 5  | Schauinsland (Fribourg)  | 31 juillet  | Gerhard Mitter      | Porsche 910            |        |       |
| 6  | Sierre - Crans-Montana   | 28 août     | Ludovico Scarfiotti | Ferrari Dino 206P      | WSC    |       |
| 7  | Gaisberg (Salzbourg)     | 4 septembre | Gerhard Mitter      | Porsche 910            |        |       |

## Classement

### Catégorie Sport-prototype (Gr. 4)
Gerhard Mitter remporte la catégorie Sport-prototype et le titre de champion d'Europe.

### Catégorie Grand tourisme (Gr. 3)
Eberhard Mahle remporte la catégorie Grand tourisme.

## Sources
- Résultat sur euromontagna.com